# Paul Cavallin
Paul Bernhard Severin Cavallin, född 21 februari 1868 i Lund, död 5 augusti 1901 i Göteborg, var en svensk gymnasielärare och filosof. Han var son till Christian Cavallin.
Cavallin blev elev vid karolinska katedralskolan 1878, blev student vid Lunds universitet 1886, filosofie kandidat 1888, filosofie licentiat 1893 och filosofie doktor 1895. Han var extraordinarie amanuens vid universitetsbiblioteket i Lund 1889–1891, genomgick provårskurs vid karolinska katedralskolan 1893–1894, var tillförordnad adjunkt vid högre allmänna läroverket i Norrköping 1895 och i Kristianstad 1896. Under 1897 upprätthöll han rektors undervisningsskyldighet vid högre allmänna läroverket i Trelleborg. Under 1890-talet publicerade han ett flertal filosofiska arbeten, innan han drabbades av lungsjukdom. Kort före sin död utgav han även en psykologisk studie över Dröm och vaka (1901). Paul Cavallin är begravd på Östra kyrkogården i Göteborg.